# سید هاشم حسینی بوشهری
سید هاشم حسینی بوشهری (زادهٔ ۱۳۳۵ در بردخون) روحانی و فقیه حوزه علمیه قم، نائب رئیس اول مجلس خبرگان رهبری، رئیس جامعه مدرسین حوزه علمیه قم، دبیر شورای عالی حوزه‌های علمیه، مدیر پیشین حوزه‌های علمیه سراسر کشور، امام جمعه موقت قم، عضو حوزوی دانشگاه علوم و معارف قرآن کریم و نماینده استان بوشهر در مجلس خبرگان رهبری است.

## دوران تولد و تحصیل
سید هاشم حسینی بوشهری فرزند سید محمد، متولد ۱۳۳۵ خورشیدی از اهالی شهر بردخون (از نواحی مهم دشتی قدیم) در شهرستان دیر ِ استان بوشهر است.
وی پس از تحصیلات ابتدایی، دروس حوزوی را در بوشهر آغاز کرد و در حوزه علمیه قم زیر نظر اساتیدی از قبیل: ستوده، میرزا محسن دوزدوزانی و پایانی ادامه داد و دروس خارج فقه را زیر نظر  سیدمحمد رضاگلپایگانی، محمدفاضل لنکرانی و میرزا جوادتبریزی گذراند. وی اصول را از میرزا هاشم آملی، ناصرمکارم شیرازی و حسین وحید خراسانی و اسفار را از حسن حسن‌زاده آملی و یحیی انصاری شیرازی فراگرفت.

## فعالیتهای علمی و فرهنگی
وی به تدریس دروس مقدمات، شرح لمعه، رسائل، مکاسب، کفایه، بخشهایی از عروةالوثقی و فن خطابه خارج فقه و اصول و تفسیر اشتغال داشته‌است.

## آثار
از جمله کتب تألیف شده یا در دست تألیف وی می‌توان به موارد زیر اشاره کرد:
- القواعد الفقهیة فی فقهِ الإمامیة[۵]
- شرحی بر کتاب اجتهاد و تقلید عروة الوثقی
- شرح عربی بر کتاب اصول فقه
- تقریرات دروس فقه و اصول
- ادب نامه پارسایان
- حدیث ایمان[۶]

## فعالیت‌های سیاسی
براساس زندگینامه خودنوشته وی، در سالهای حکومت پهلوی اعلامیه‌های سید روح‌الله خمینی را بین مردم منتشر می‌کرده‌است که این مسئله چندین بار موجب دستگیری وی و بازجویی از وی شد.
از جمله فعالیتهای پس از انقلاب وی، می‌توان به موارد زیر اشاره کرد:
- عضویت در هیئت امنای دانشگاه علوم و معارف قرآن کریم[۱]
- مدیریت مدارس علمیه حجتیه، رسالت و گلپایگانی  والهادی
- نایب رئیس و عضو هیئت امنای مرکز جهانی علوم اسلامی و سازمان حوزه‌ها و مدارس خارج از کشور
- عضویت در هیئت امنای جامعةالزهراء
- ریاست مجمع نمایندگان طلاب و فضلای حوزه علمیه قم طی پنج دوره[۷]
- مدیر مرکزمدیریت حوزه علمیه قم